# 문절영당
문절영당은 충청북도 청주시 흥덕구에 있다. 2015년 4월 15일 청주시의 향토유적 제92호로 지정되었다.

## 개요
1769년 세조 즉위에 공을 세운 정수충의 영정을 봉안하기 위해 세운 영당이다.